# Snelwandelen
Snelwandelen is een olympische sport en onderdeel van de atletiek. De afstanden die olympisch worden gewandeld zijn de 20 km voor zowel de mannen als de vrouwen, en de 50 km voor de mannen. De 20 km voor vrouwen is olympisch sinds de Spelen van 1992.

## Regels
De bedoeling is zo snel mogelijk te wandelen, maar niet te rennen, waarbij (in tegenstelling tot hardlopen) het contact van minimaal één voet met de grond dient te worden gehouden. Daarnaast geldt de regel dat de knie van het standbeen vanaf het moment dat de voet de grond raakt, totdat deze recht onder het lichaam is, gestrekt moet zijn. Pas als het been recht onder het lichaam is mag de knie gebogen worden.
De officiële definitie volgens het KNAU Wedstrijdreglement luidt:
Artikel 230 Snelwandelen
Definitie
1. Snelwandelen is het zich voortbewegen door middel van stappen waarbij het contact met de grond, voor zover (met het menselijke oog) zichtbaar, ononderbroken gehandhaafd blijft. Het voorste been moet gestrekt zijn (dat wil zeggen niet gebogen in de knie) vanaf het moment van het eerste contact met de grond tot het moment dat dit been zich in verticale stand bevindt.
Door deze regel, en omdat de pas zo veel mogelijk verlengd wordt door met de heupen te zwaaien, krijgen de snelwandelaars die specifieke snelwandelloop. Tijdens een snelwandelrace houdt een aantal juryleden in de gaten of de atleten volgens de reglementen wandelen.
Als een jurylid een overtreding constateert, kan hij twee dingen doen:
- Bij een overtreding op het randje kan hij een berisping of verwittiging geven door het tonen van een geel bordje met een teken. Bij verlies van bodemcontact is dat een golfje, bij een gebogen knie is dat een >. Een jurylid mag niet tweemaal dezelfde berisping geven aan dezelfde atleet.
- Als het jurylid al een berisping heeft gegeven of bij een zeer duidelijke overtreding kan hij een waarschuwing geven. Hij schrijft dan het startnummer van de atleet op. De atleet wordt op de hoogte gebracht door een bord langs het parcours waarop achter zijn startnummer een kruisje of rode cirkel staat. Een jurylid mag aan een atleet één waarschuwing geven.

Bij de derde waarschuwing wordt de atleet gediskwalificeerd. De chef snelwandeljury toont hem een rood bordje en hij moet de wedstrijd verlaten. Ook na de finish kan een atleet nog worden gediskwalificeerd. Het derde kruisje of de derde rode cirkel wordt pas op het bord gezet nadat de atleet uit de wedstrijd is gehaald.
Snelwandelraces worden meestal op een parcours gehouden waarbij de atleten meerdere rondes af moeten leggen. Op deze manier ziet de jury alle atleten in ieder geval een aantal keren langskomen. De mogelijkheid tot diskwalificatie leidt niet zelden tot emotionele taferelen. Berucht is bijvoorbeeld het geval van de atlete Jane Saville die in het zicht van een gouden medaille tijdens de Olympische Spelen van 2000 in Sydney voor haar thuispubliek de rode kaart kreeg voorgehouden.
De jurering leidt tot allerlei discussie. Atleten die op stilstaande videobeelden of foto's met beide voeten los van de grond blijken te zijn, krijgen niet altijd ook een waarschuwing. Met het menselijk oog is het namelijk niet gemakkelijk om dat "live" te zien, mede door de hoge pasfrequentie of het lopen in een groep. Het controleren van bodemcontact met elektronische middelen is echter niet ingevoerd. Reden hiervoor is dat dit het houden van snelwandelwedstrijden en het trainen op niveau heel duur zou maken. Bovendien moet altijd nog gekeken worden of de atleet bijvoorbeeld niet geduwd werd.

## Techniek
De zuiver op doelmatigheid afgestemde bewegingen van een snelwandelaar maken op de toeschouwers bij een wedstrijd dikwijls een zeer vreemde indruk, vooral bij de start van een groot deelnemersveld. Bovendien loopt een snelwandelaar meestal zeer rechtop en zet daarbij zijn ene voet vrijwel recht voor de andere. Het tempo van de snelwandelaar ontstaat door de snelheid waarmee hij een vlakke pas maakt, die ontstaat door het nadrukkelijk afzetten van het achterste been en zich daarna door het afwikkelen van de voorste voet voortzet. Het in de reglementen voorgeschreven strekken van standbeen wordt gecompenseerd door het kantelen van het bekken naar de zijde die tegenovergesteld is aan die van de beweging van de schoudergordel. Ook het hoeken van de armen, die gelijkmatig met de passen meegaan, is zeer belangrijk voor het tempo. Uithoudingsvermogen, kracht en in zekere mate ook de lengte van het lichaam, die voordelig kan zijn voor de lengte van de pas, zijn voorwaarden om een goede snelwandelaar te worden. In de training wordt vooral de nadruk gelegd op het opbouwen van een groot uithoudingsvermogen.

## Afstanden
Er zijn, naast de olympische disciplines, in principe vele afstanden die kunnen worden gewandeld. Dit kan gebeuren op de atletiekbaan of op de weg. De olympische nummers worden op de weg gehouden. De IAAF heeft aparte wereldrecords voor de 20 km op de weg en de 20 km op de baan. Voor vrouwen bestaan nog de onderdelen 10 km en 20 km op de baan. Bij de mannen bestaat naast de niet-olympische 20 km op de baan, ook nog de 30 km op de weg. Om de baan- en wegafstanden te onderscheiden worden afstanden op de weg weergegeven met kilometers (bijvoorbeeld 20 km) en op de baan in meters (bijvoorbeeld 20.000 m).